# RAN (revista de anime)
RAN (siglas de Robot Argentino Nipón) fue una revista argentina sobre animación japonesa. Comenzó como un fanzine en 1994, logrando un estilo más profesional a partir del quinto número. La publicación fue cancelada en 1998 luego del número 18.
Entre 1999 y 2001 se editó la revista Núke, una suerte de sucesora de RAN ya que participaban muchos miembros de esta.